# Baena
Baena es un municipio español situado en la provincia de Córdoba, en la comunidad autónoma de Andalucía. El municipio se encuentra en la comarca de la Campiña de Baena y es cabeza del partido judicial homónimo y al cual se acogen los municipios de Luque, Valenzuela, la pedanía de Albendín y siete caseríos menores. En el año 2021 contaba con 18 885 habitantes. Su extensión superficial es de 362,51 km² y tiene una densidad de 53,86 hab/km².

## Geografía
Integrado en la comarca de Campiña Este - Guadajoz, de la que ejerce de capital, se sitúa a 61 kilómetros de Córdoba. El término municipal está atravesado por la carretera nacional N-432, entre los pK 323 y 337, por la carretera autonómica A-305, que se dirige hacia Valenzuela, y por carreteras locales que permiten la comunicación dentro del territorio y con los municipios vecinos.
| Noroeste: Cañete de las Torres        | Norte: Cañete de las Torres y Porcuna (Jaén) | Nordeste: Valenzuela                                                 |
| Oeste: Castro del Río y Nueva Carteya |                                              | Este: Santiago de Calatrava (Jaén), Martos (Jaén) y Alcaudete (Jaén) |
| Suroeste: Nueva Carteya               | Sur: Doña Mencía y Zuheros                   | Sureste: Luque                                                       |

El relieve del territorio está definido por la campiña cordobesa al norte y las primeras estribaciones de la Cordillera Subbética al sur. El río Guadajoz atraviesa el término casi transversalmente de suroeste a oeste y su afluente el río Marbella baña al propio núcleo urbano. El río Guadalmoral hace de límite con Nueva Carteya por el oeste. Destacan algunos cerros dispersos por el territorio como Torremorana (687 metros) y Castania (648 metros). La altitud oscila entre los 797 metros al sur (pico Serrezuela), en la sierra de Baena, y los 230 metros a orillas del río Guadajoz. El pueblo se alza a 463 metros sobre el nivel del mar. 

## Etimología
Procede de Baius, nombre de un hacendado romano, que en la época árabe se transformó en Bayyana. En el término municipal de Baena abundan los restos ibero-romanos (Torreparedones, Izcar, cerro Minguillar, etc.).

## Historia

### Prehistoria y Edad Antigua

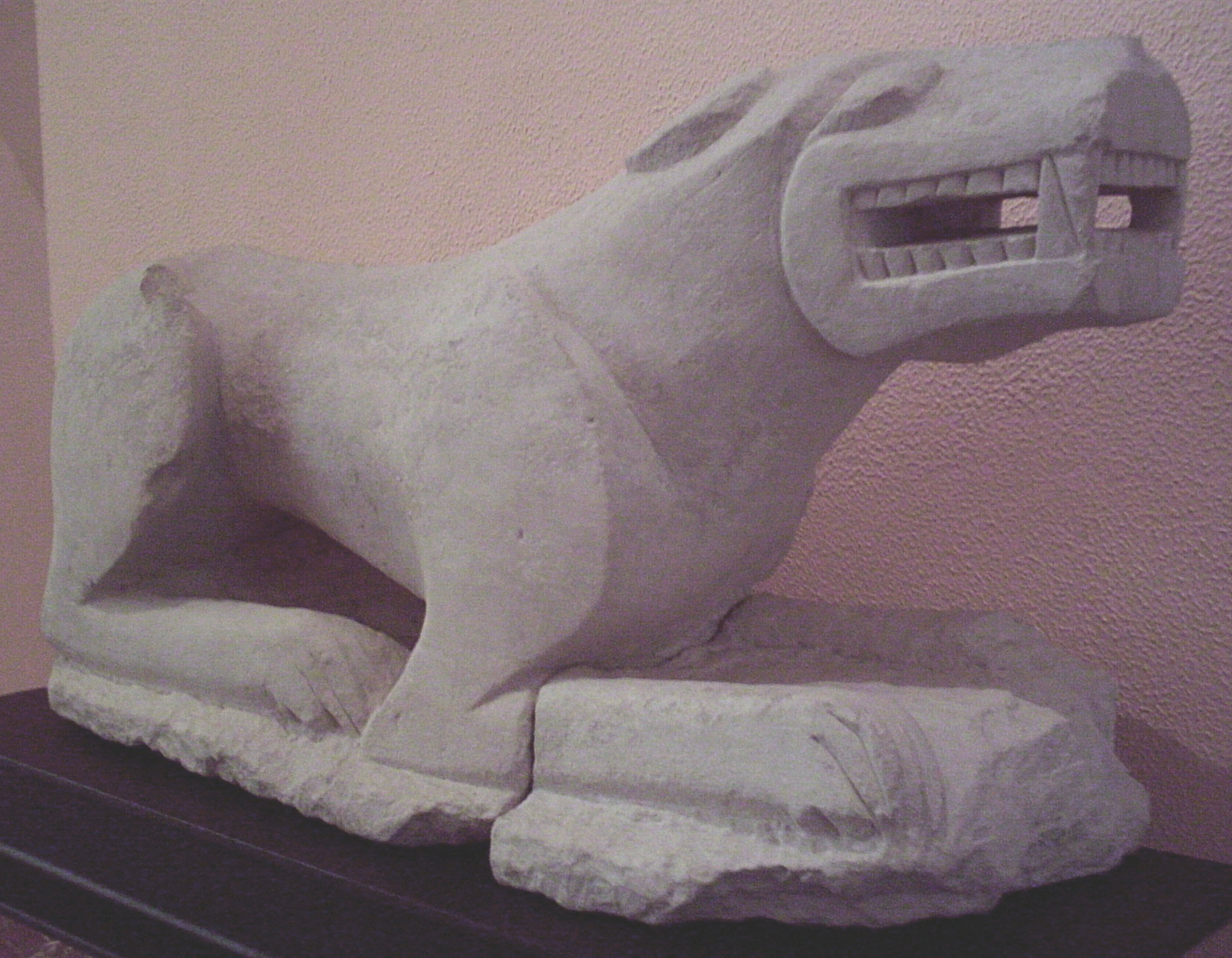
La Leona de Baena, expuesta (MAN).

Son numerosos los testimonios arqueológicos que ponen de manifiesto el asentamiento humano en la zona desde tiempos prehistóricos, destacando los yacimientos procedentes de la Edad de los Metales, además del legado cultural dejado por los íberos, con numerosos hallazgos religioso-funerarios (Torreparedones), entre los que se encuentra la llamada Leona de Baena, conservada en el Museo Arqueológico Nacional. Esta escultura fue hallada en el cerro del Minguillar, donde se cree que se hallaba Iponoba, ciudad ibérica citada por Plinio el Viejo.
No está fehacientemente comprobado que los romanos distinguieran a este núcleo de población con la denominación de Julia Regia o Virtus Iulia por la ayuda que prestó a Julio César en la batalla de Munda contra los hijos de Pompeyo. Posiblemente su ubicación actual también se deba a la civilización musulmana: Baena cambia su emplazamiento en un intento de hacer de ella una ciudad fuerte contra el enemigo y dotándola de la Almedina, en cuyo seno construyen el castillo, la mezquita (la última parte de esta se cree que podría ser el primer cuerpo de la iglesia de Santa Mª la Mayor) y a su alrededor una población formada por mandos del ejército y la nobleza lugareña. 

### Edades Media y Moderna
Durante el siglo IX fue tomada por el rebelde muladí Umar ben Hafsun, mientras que el siglo siguiente albergó la alcazaba donde residían los gobernadores de la cora de Cabra. Las Tercias, las riquezas acumuladas por la Iglesia y el pago de los diezmos en especie, hicieron necesaria la construcción de edificios adecuados que sirviesen para estos fines.
En 1240 fue conquistada de forma pacífica por Fernando III, quien la entregó a su hermano, el infante Alfonso de Molina. La tenencia de la fortaleza de Baena fue desempeñada posteriormente por Rodrigo Alfonso de León, hijo ilegítimo de Alfonso IX de León, y según algunos historiadores a su muerte la tenencia de Baena pasó a manos del infante Juan de Castilla "el de Tarifa", hijo de Alfonso X el Sabio.
Durante el reinado en Granada de Muhámmad II fue asediada Baena, luchando cinco caballeros cristianos con cinco mahometanos a los que vencieron, de ahí el escudo de la ciudad.
Es a principios del siglo XV cuando se concede en señorío a Diego Fernández de Córdoba, pero se entabla un pleito en su contra, si bien lo recibe finalmente a mediados de siglo. Con esta familia, durante el primer cuarto del siglo XVI, se ejecuta la mayor parte de la fábrica de la Iglesia de Santa María la Mayor y también el Convento de Madre de Dios. 
El siglo XVI se caracteriza por un fuerte crecimiento demográfico, seguido, como en muchas localidades españolas, de una profunda crisis en el siglo XVII e indicios de recuperación en la centuria siguiente, en la que la agricultura va a ser de gran importancia en la economía de la ciudad, aunque caracterizada por un mal repartimiento de la tierra, dominada por el latifundismo y un gran número de campesinos sin tierra. La abolición de los señoríos en el siglo XIX supuso una esperanza en cuanto a la redistribución de la tierra, que resultó defraudada, como en muchos lugares de España, puesto que las tierras puestas en venta fueron a caer en manos de los más ricos. Como ejemplo baste citar que en 1821 se produjo el reparto del Monte Horquera, en el que se privatizaron más de 8000 fanegas de tierra. Sus nuevos propietarios, quizás por falta de recursos económicos u otras causas, vendieron dichas propiedades que fueron adquiridas por los más hacendados. 

### Edad Contemporánea
En 1854 la localidad se vio afectada por la llamada «epidemia del cólera-morbo asiático», que llegaría a provocar en Baena la muerte de cerca de 700 habitantes. Esto, unido al hambre que imperaba en aquellos años, supuso la emigración de muchos habitantes de Baena.
En 1913 se le concedió, mediante real decreto, el título de ciudad. En 1918 se inauguró la línea Luque-Baena, un ramal que permitía enlazar el municipio de Baena con la línea Linares-Puente Genil y otros trazados de la red ferroviaria española. Además del transporte de pasajeros, a través de este ramal se pudo dar salida a la producción de aceite hacia otros mercados a nivel nacional. Sin embargo, su explotación nunca fue muy rentable económicamente para las compañías propietarias. Tras muchos años de servicio, el ramal sería clausurado el 1 de octubre de 1965.
La Guerra Civil marcó la vida de los baenenses entre 1936 y 1939. Se han confirmado 99 víctimas mortales de la represión llevada a cabo por elementos republicanos, así como al menos 445 asesinados entre la guerra y la posguerra por las tropas franquistas. Cabe destacar la masacre del 28 de julio de 1936, en su mayoría de civiles, durante la entrada en el pueblo de las tropas rebeldes al mando del militar africanista Eduardo Sáenz de Buruaga, hecho calificado como un "genocidio" que el régimen franquista trataría de ocultar posteriormente. Ese mismo día —y como represalia por estos hechos, según el historiador Arcángel Bedmar— serían asesinados en el convento de San Francisco 73 vecinos simpatizantes de los sublevados y sus familiares, retenidos allí a raíz del golpe del 18 de julio.
Según Paul Preston los rebeldes cometieron en Baena, donde se había proclamado el comunismo libertario, «una de sus mayores atrocidades». Los prisioneros fueron obligados a tumbarse boca abajo en medio de la plaza y allí el comandante del puesto de la Guardia Civil, el teniente Pascual Sánchez Ramírez, les fue disparando uno por uno en la cabeza, mientras le iban trayendo más detenidos para sustituir a los ejecutados ―Sánchez Ramírez dos meses después fue condecorado por el jefe de las fuerzas que habían tomado la localidad, el comandante Eduardo Sáenz de Buruaga―. En respuesta los milicianos que se habían refugiado en el asilo de San Francisco asesinaron a los 81 rehenes que retenían con ellos. Cuando el asilo fue tomado por las fuerzas sublevadas y descubrieron los cadáveres fusilaron en masa a todos los prisioneros. En total se calcula que 700 personas fueron asesinadas por los sublevados. A sus mujeres las violaron y las sometieron a toda clase de humillaciones y abusos. El general Queipo de Llano, jefe de la sublevación en Andalucía, justificó lo que había sucedido en uno de sus discursos radiofónicos como el resultado de la «indignación» que provocaron en las tropas los «horrores» y «crímenes monstruosos» que se habían producido en el pueblo. Por su parte el escritor monárquico José María Pemán, tras referirse a «esta contienda magnífica que desangra España», afirmó que lo sucedido en Baena era «como quema de rastrojos para dejar abonada la tierra de la cosecha nueva. Vamos a tener, españoles, tierra lisa y llana para llenarla alegremente de piedras imperiales». Por último, el diario ABC de Sevilla publicó: «Es seguro que el pueblo de Baena no olvidará nunca ni el cuadro de horror con tantos asesinatos allí cometidos, ni tampoco la actuación de la fuerza llegada al mismo».
El siglo XX ha visto aumentar sensiblemente el casco urbano de Baena, que ha duplicado su extensión, y ha visto nacer varios polígonos industriales. Baena es una referencia en la producción de aceite de oliva virgen extra, contando con Denominación de Origen propia. Tiene excelentes viñedos, incluidos en la Denominación de Origen Montilla-Moriles, y amplia riqueza en tierras de cereal. La confección industrial ha sido otra fuente de empleo en el segundo tercio del siglo XX. Baena cuenta con varias cooperativas que abarcan los sectores antes citados. La población de Baena está estabilizada en torno a los veinte mil habitantes, después de superar la crisis migratoria de los años sesenta.

## Demografía
Baena cuenta con una población de 18 436 habitantes (INE 2024).
| Gráfica de evolución demográfica de Baena entre 1842 y 2021 |
| |
| Población de derecho según los censos de población del INE Población de hecho según los censos de población del INEEntre el censo de 1897 y el anterior, disminuye el término del municipio porque transfiere algunas entidades a Nueva Carteya por acuerdo de la Diputación de 19 de noviembre de 1894 |

## Administración y gobierno local

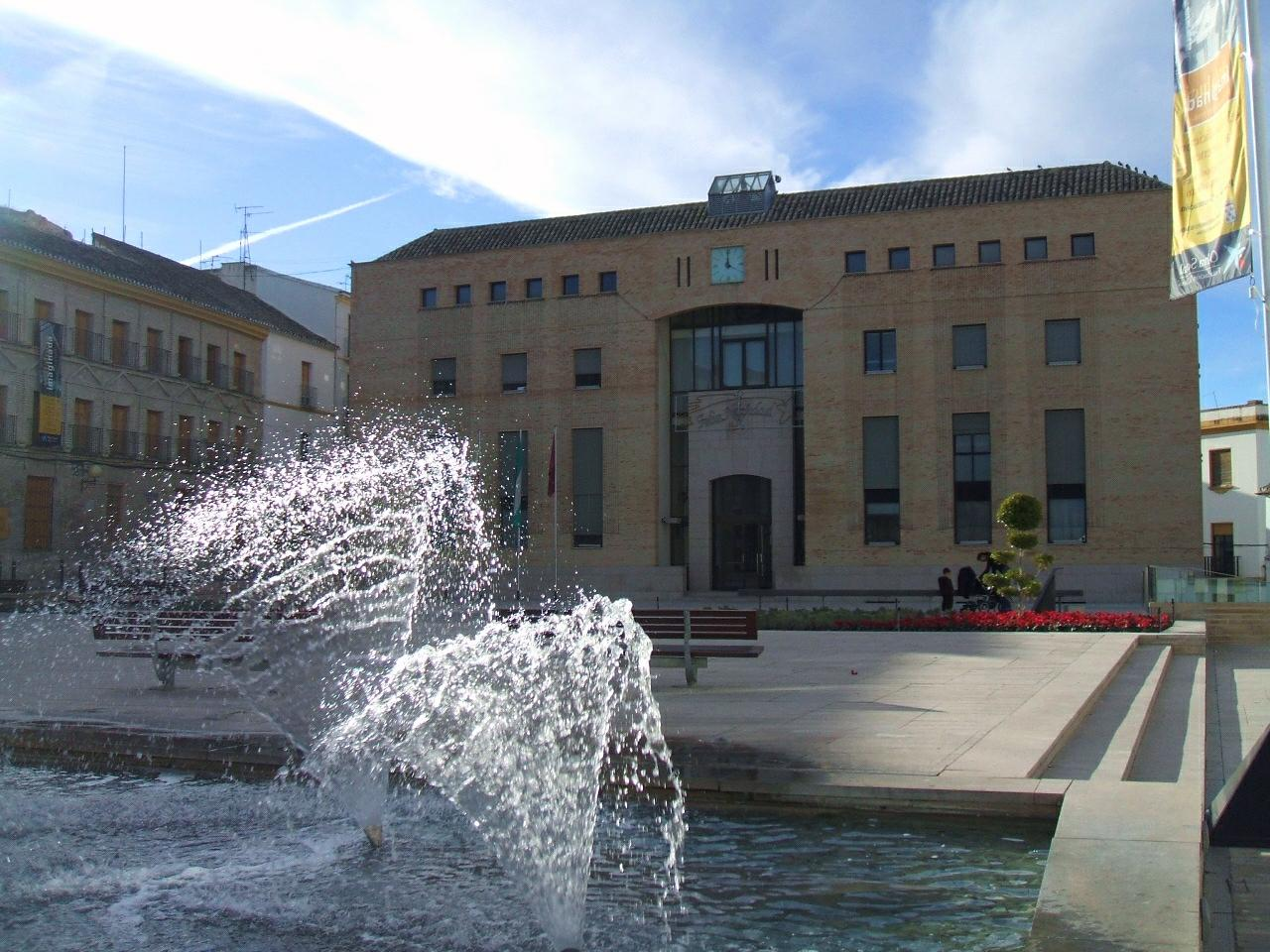
Ayuntamiento de Baena.

| Periodo   | Nombre                                                         | Partido                                |
| --------- | -------------------------------------------------------------- | -------------------------------------- |
| 1979-1983 | Carlos Arenas Blanca                                           | Partido del Trabajo de Andalucía (PTA) |
| 1983-1987 | Antonio Moreno Castro                                          | PSOE                                   |
| 1987-1991 | Antonio Moreno Castro                                          | PSOE                                   |
| 1991-1995 | Antonio Moreno Castro                                          | PSOE                                   |
| 1995-1999 | Luis Moreno Castro                                             | PSOE                                   |
| 1999-2003 | Luis Moreno Castro                                             | PSOE                                   |
| 2003-2007 | Luis Moreno Castro                                             | PSOE                                   |
| 2007-2011 | Luis Moreno Castro                                             | PSOE                                   |
| 2011-2015 | María Jesús Serrano Jiménez (hasta 2013) Jesús Rojano Aguilera | PSOE                                   |
| 2015-2019 | Jesús Rojano Aguilera                                          | PSOE                                   |
| 2019-2023 | Cristina Piernagorda Albañil                                   | PP                                     |
| 2023-act. | María Jesús Serrano Jiménez                                    | PSOE                                   |

## Economía

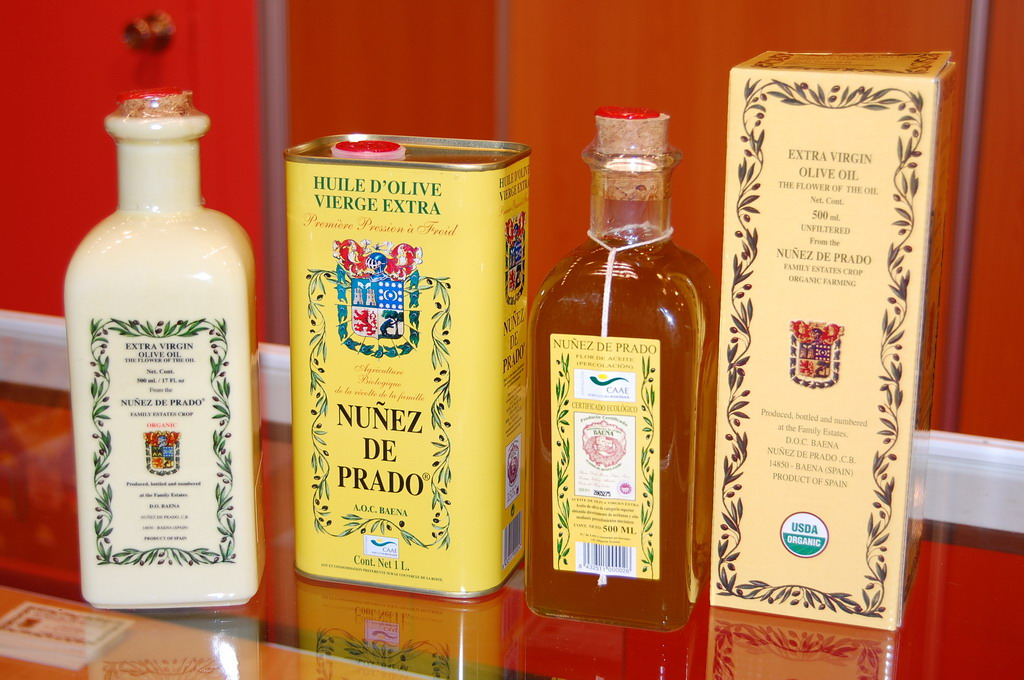
Aceite de oliva DOP Baena

- Cultivo de olivar y fabricación de aceite de oliva de excelente calidad con denominación de origen.
- Producción de energía eléctrica a partir de biomasa del olivar. En Baena encontramos la mayor central térmica del mundo de aprovechamiento de residuos del olivar.
- El sector de la construcción, gracias al cual este pueblo ha experimentado un gran crecimiento durante los últimos años.
- También destacan sus vinos, que forman parte de la denominación de origen Montilla-Moriles.
- Fabricación de tuberías de PVC, polietileno y polipropileno.
- Fabricación de elementos en metal para hermandades de Semana Santa, tambores artesanales y textiles.

### Evolución de la deuda viva municipal
El concepto de deuda viva contempla sólo las deudas con cajas y bancos relativas a créditos financieros, valores de renta fija y préstamos o créditos transferidos a terceros, excluyéndose, por tanto, la deuda comercial.
| Gráfica de evolución de la deuda viva del Ayuntamiento de Baena entre 2008 y 2023                |
|                                                                                                  |
| Deuda viva del Ayuntamiento de Baena, en miles de euros, según datos del Ministerio de Hacienda. |

## Patrimonio Artístico y Monumental

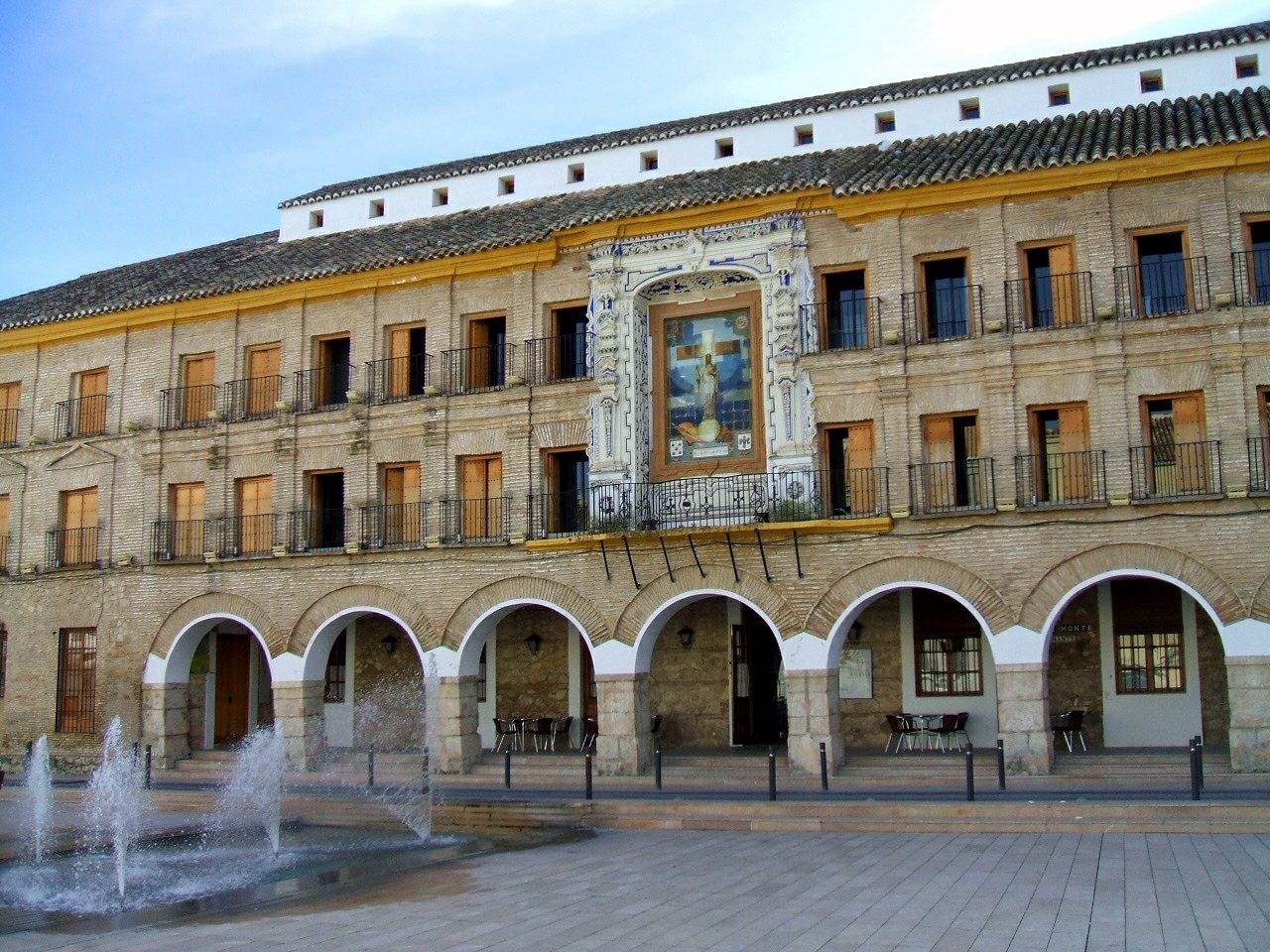
Casa del Monte.

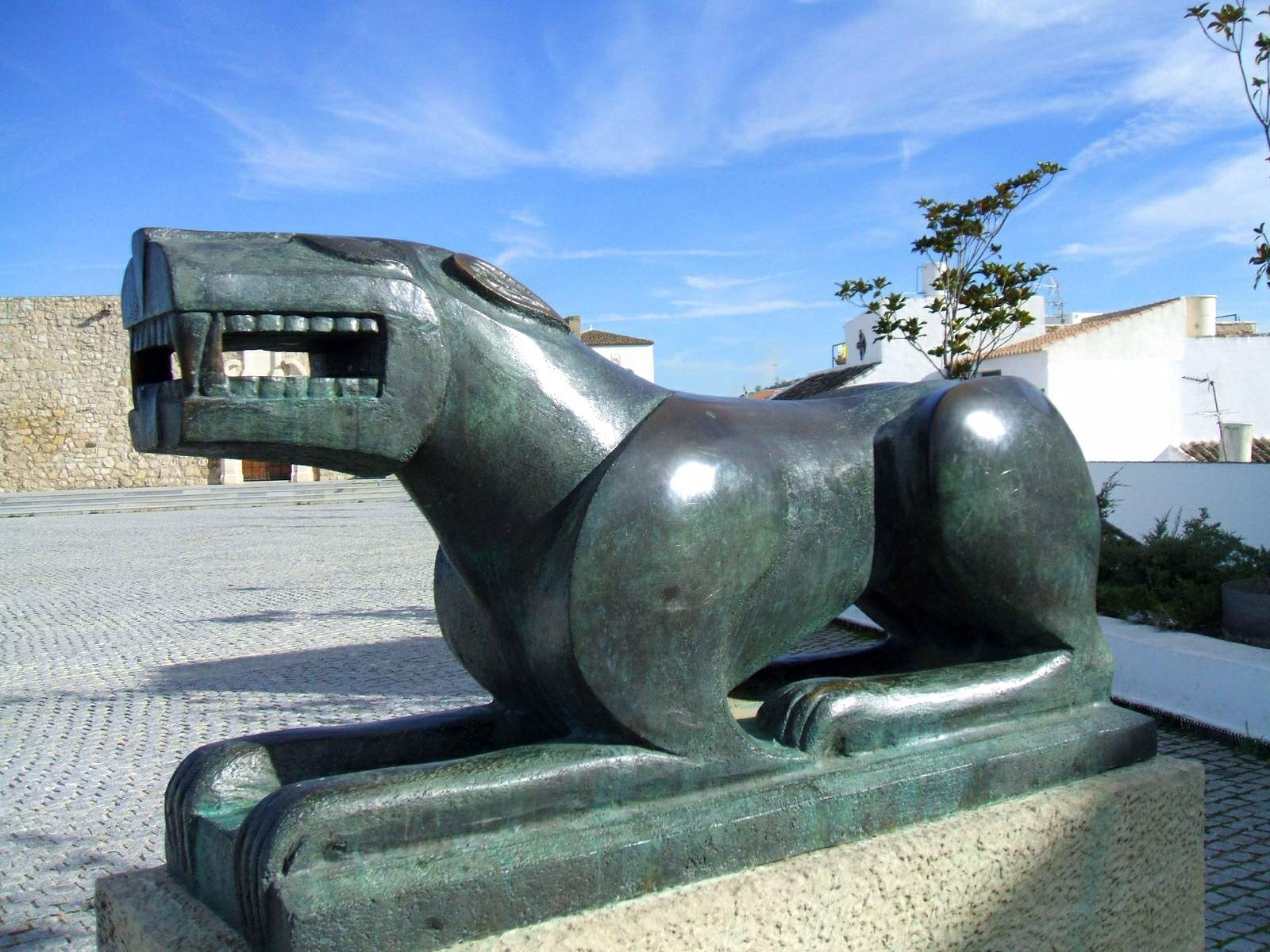
Explanada del Castillo y reproducción de la Leona de Baena.

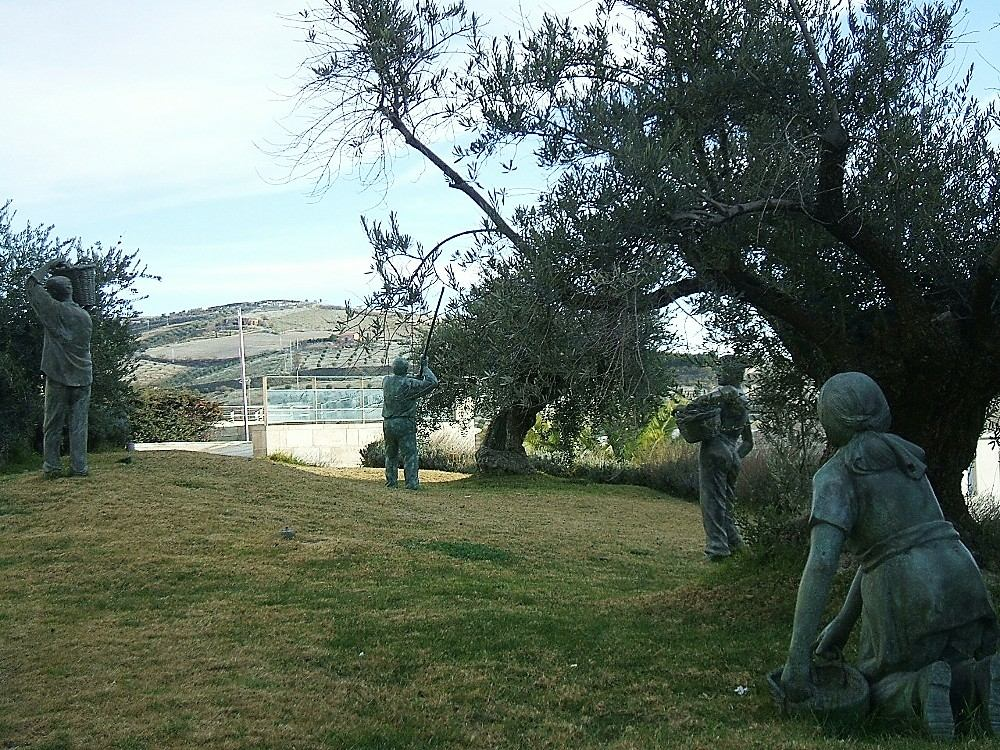
Monumento a los Olivareros y Olivareras.

### Patrimonio Histórico Andaluz
- Ver catálogo

### Arquitectura religiosa
- Iglesia parroquial de Santa María la Mayor (Monumento Nacional de Interés Histórico Artístico). (Restaurada en 2003)
- Iglesia parroquial de Nuestra Señora de Guadalupe (antiguo convento dominico).
- Iglesia parroquial de San Bartolomé Apóstol (restaurada en 2009)
- Iglesia de Santa Marina (del Patronato del Hospital de Jesús Nazareno)
- Iglesia del Espíritu Santo (HH Patrocinio de María)
- Iglesia de San Francisco (ex convento franciscano).
- Monasterio de Madre de Dios (MM Dominicas).

Otros edificios:
- Casa de la Condesa (antiguo colegio PP Jesuitas, actual sede de la Agrupación de Cofradías y del Museo de Semana Santa).
- Casa de la Tercia (alberga el Museo Histórico y Arqueólogico, el más importante de la ciudad con importantes piezas íberas y romanas excavadas en yacimientos cercanos como Torreparedones).
- Iglesia de San Pedro (sin culto en la actualidad, funciona como centro social del barriada).
- Iglesia del Salvador (sin culto en la actualidad, funciona como centro social de la barriada).
- Ermita de Nuestra Señora de los Ángeles (a 3 km del centro de la ciudad por la CO-6206).
- Ermita de Ntra. Sra. de los Remedios: Situada en el Barrio del Tinte, junto a la antigua Iglesia del Salvador, es un antiguo torreón de la muralla al que se le añadió un cuerpo. En esta pequeña ermita podemos encontrar el Cuadro de Ntra. Sra. de los Remedios, de gran devoción entre las gentes del barrio.

### Arquitectura civil
- Ayuntamiento (Premio de Arquitectura del Colegio de Arquitectos de Andalucía Occidental).
- Teatro Liceo.
- Castillo y recinto amurallado de la Almedina.
- Museo del Olivar y el Aceite.
- Casa del Monte.
- Colegio Juan Alfonso de Baena.
- Parque Ramón Santaella.
- Parque de la Cañada.
- Parque periurbano de "Ntra. Sra. de los Ángeles".
- Oficina de información Turística.

### Monumentos Conmemorativos
- A los tambores y bombos de España (Avda. Padre Villoslada), obra de Francisco Ariza Arcas.
- A los Olivareros (Paseo Santo Domingo de Guzmán), obra de Francisco Ariza Arcas.
- Virrey del Pino (Plaza de España), obra de Santiago de Santiago.
- José Amador de los Ríos (Plaza Amador de los Ríos).
- Monumento al Judío, a Santo Domingo de Henares y a Juan Alfonso de Baena (Plaza de la Constitución), obras de Francisco Ariza Arcas.
- Leona de Baena (Plaza de Palacio), obra de Francisco Ariza Arcas.
- Crismón de Baena (Plaza de Marinalba), obra del módulo de forja de la Escuela Taller de Baena.
- Monumento al Tambor (Calle Amador de los Ríos), obra de Francisco Ariza Arcas.
- Monumento a "Valverde y Perales" (Pl. Valverde y Perales).

### Otros
- Museo Virtual - Tiene un gran número de ejemplares del Quijote y otras obras de Miguel de Cervantes.[16]
- El yacimiento y santuario de Torreparedones - Conjunto arqueológico de la cultura de íberos y romanos, situado entre los límites de los términos municipales de Baena y Castro del Río.[17]
- Cueva del Yeso - Conocida por ser la única cavidad existente en el Valle del Guadalquivir de origen hídrico de Córdoba y por albergar una gran colonia de crías de una especie de murciélagos en peligro de extinción y diversas especies de gambas que sólo habitan a nivel mundial en esta cueva.[18]

## Fiestas

### Semana Santa
La Semana Santa de Baena es una de las más originales y pintorescas de Andalucía. La figura más destacada es el llamado «Judío» que con su tambor llena de continuo sonido las calles de la localidad. Su atuendo resulta muy original y colorista: chaqueta roja y pantalón negro, pañuelo de seda al cuello, casco de coracero con celada, plumero de vistosos colores y crines de caballo blancas o negras, de ahí su diferenciación en Coliblancos o Colinegros respectivamente.
Lo que unido su peculiar toque marca la diferencia de los demás pueblos tamborileros de España. 
Además existen numerosas hermandades de tambor o toque "ronco" que hace un variopinto cromo de colores mientras inundan a la población en su toque, diferenciado en cada una de estas hermandades. Un buen ejemplo de ellas son la Hermandad del Cristo de los azotes, hermandad del Cristo de la humildad o San Juan entre muchas otras.
Existen Cofradías Blancas (San Diego y Nuestro Padre Jesús del Huerto, Ilustre Archicofradía de la Vera Cruz y Nuestro Padre Jesús del Prendimiento, y la del Dulce Nombre de Jesús, Santo Cristo del Calvario y Soledad de María Santísima) y Cofradías Negras (Nuestro Padre Jesús Nazareno y la Real Archicofradía de Nuestra Señora del Rosario y Santo Cristo Resucitado), manteniéndose al margen de la rivalidad las más recientes: la Cofradía de Jesús en su Entrada Triunfal en Jerusalén (Borriquita) y la Cofradía del Santísimo Cristo del Perdón (Silencio). Los Judíos están organizados en Cuadrillas, y el conjunto de Cuadrillas, junto con el Rey y los Evangelistas, constituye la Turba. Hay dos turbas: la de los coliblancos y la de los colinegros. Destacan a su vez las Centurias Romanas, bandas de cornetas y tambores de vistosos trajes que simulan a los del antiguo Imperio Romano, siendo las más representativas de Baena la Centuria Romana de Ntra Sra. de las Angustias (conocidos como Romanos Blancos) y la Centuria Romana de Ntro. Padre Jesús Nazareno (conocidos como Romanos Negros o Centuria Romana de la Cola Negra). 
A nivel musical la Semana Santa de Baena cuenta con la histórica participación de la banda municipal de música Cancionero de Baena, que siempre pone el broche de oro a las procesiones oficiales (Domingo de Ramos y Santo Entierro), acompañando también en numerosísimas ocasiones al resto de Cofradías. También está el caso de las hermandades que cuentan con acompañamiento musical propio, como es el caso de la Agrupación Musical Nuestra Señora de los Dolores y la Banda de música de la Hermandad de María Magdalena, ambas de la Cofradía de Nuestro Padre Jesús Nazareno. También surge en Baena la Banda de CCTT La Unión, que desde el año 2019 acompaña en su salida procesional a la Hermandad de la Verónica. Por último, no podemos olvidar destacar la encomiable labor que también llevan a cabo otras hermandades que cada año contratan corporaciones musicales para compañar a sus pasos, como son la Hermandad de la Vera Cruz del Jueves Santo y la Hermandad de Jesús de la Ventana, o las hermandades que deciden acompañar a sus imágenes con música de capilla, como es el caso del Cristo de la Humildad o San Juan, ambos del Jueves Santo. Cada vez más, el estudio de las marchas procesionales y el trabajo constante de ensayo con los hermanos de andas de estas hermandades hacen que la Semana Santa de Baena gane en vistosidad y elegancia, dejando imágenes para el recuerdo.
También cuenta la Semana Santa baenense con representaciones de la Pasión a lo largo de los recorridos procesionales: Venta y Prendimiento de Jesús, Suertes de la Túnica, Persecución de los Evangelistas...
La Semana Santa de Baena está declarada de Interés Turístico Nacional desde el año 2001, siendo ésta la única que Junto a la de Cabra (1989) ostenta este título en toda la provincia de Córdoba.

### Otras festividades
- Nuestra Señora de Guadalupe. Patrona. Verbena popular.
- Día de Jesús (14 de septiembre). Exaltación de la Cruz. Fiesta local.
- Jubileo. Verbena Popular
- Nuestra Señora de las Angustias. Verbena popular.
- Fiesta de los Garbanzos. Verbena popular.
- Cabalgata de Reyes
- Carnaval
- Víspera de San José
- Día de San José
- Las Cruces
- San Isidro
- Virgen de la Cabeza
- Día del Corpus
- Virgen de la Alegría
- Fiesta de S. Pedro
- Virgen del Carmen
- Mercado Medieval
- Feria de la Tapa Cofrade y Cata de Vino	Variable
- Día de los Santos
- Jornadas del Olivar y el Aceite
- Día de Navidad

### Feria Real

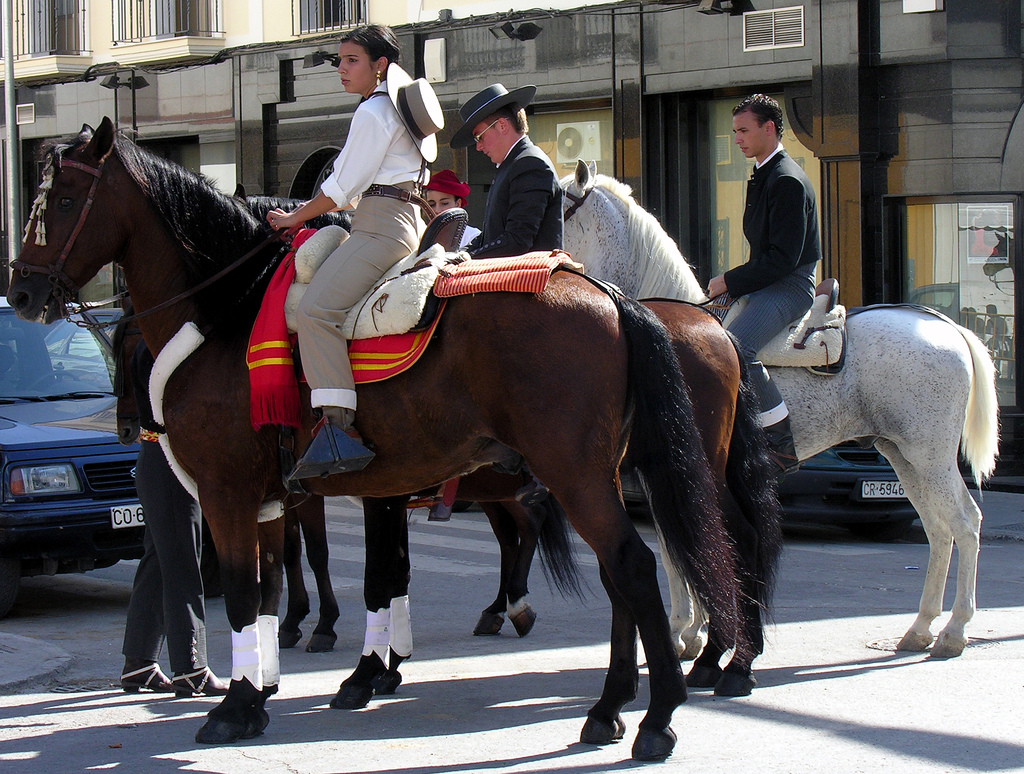
Montera en la Feria Real

La Feria Real de Baena tiene una duración de cuatro días, y siempre se desarrolla de miércoles a sábado siendo siempre el final de la misma el primer fin de semana de octubre de cada año, por ello puede incluir días del mes de septiembre, según calendario. En los últimos años y por demanda popular, viene siendo costumbre, además de la inauguración del alumbrado, que el martes antes de las fiestas, las casetas y algunos locales abran sus puertas al público.
Es conocida como la fiesta más importante de Baena después de su Semana Santa, teniendo gran afluencia de población y foráneos de pueblos colindantes a Baena.
Dada la importancia de las fiestas, el ayuntamiento anualmente convoca un concurso para la elección del cartel de anunciación de las mismas con un premio simbólico de 300€. 

## Camino de Santiago Mozárabe
En Baena confluyen sendos ramales del Camino de Santiago Mozárabe que proceden de Granada y Málaga y forman ya uno solo en dirección a Córdoba. Quedan para llegar a Santiago de Compostela 1083 km.

## Ciudades hermanadas
- San Carlos (Chile)[19]